# Selaginella volubilis
Selaginella volubilis är en mosslummerväxtart som beskrevs av Arthur Hugh Garfit Alston. Selaginella volubilis ingår i släktet mosslumrar, och familjen mosslummerväxter. Inga underarter finns listade i Catalogue of Life.